# Siegenburg
Siegenburg település Németországban, azon belül Bajorországban. Lakosainak száma 4171 fő (2023. december 31.). Siegenburg Neustadt an der Donau és Biburg községekkel határos.

## Népesség
A település népessége az elmúlt években az alábbi módon változott:
| Lakosok száma | 1228 | 2246 | 1856 | 2384 | 3444 | 3617 | 3732 | 3827 | 4119 | 4171 |
|               | 1875 | 1950 | 1975 | 1987 | 2012 | 2014 | 2016 | 2017 | 2021 | 2023 |